# Mykola Iwasjuk

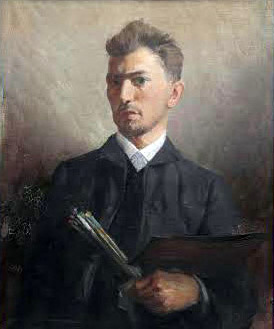
Selbstbildnis Mykola Iwasjuks, 1887

Mykola Iwanowytsch Iwasjuk (ukrainisch Микола Іванович Івасюк; * 16. Märzjul. / 28. März 1865greg. in Sastawna, Bukowina, Kaisertum Österreich; † 25. November 1937 in Kiew, Ukrainische SSR) war ein ukrainischer Maler und Grafiker.

## Leben
Mykola Iwasjuk kam als Sohn eines Handwerkers und Mechanikers in der Kleinstadt Sastawna in der heute ukrainischen Oblast Tscherniwzi zur Welt. 1884 schloss er die orthodoxe höhere Realschule in Czernowitz ab und studierte zwischen 1885 und 1888 an der Akademie der bildenden Künste in Wien und von 1890 bis 1896 an der Akademie der Bildenden Künste in München.

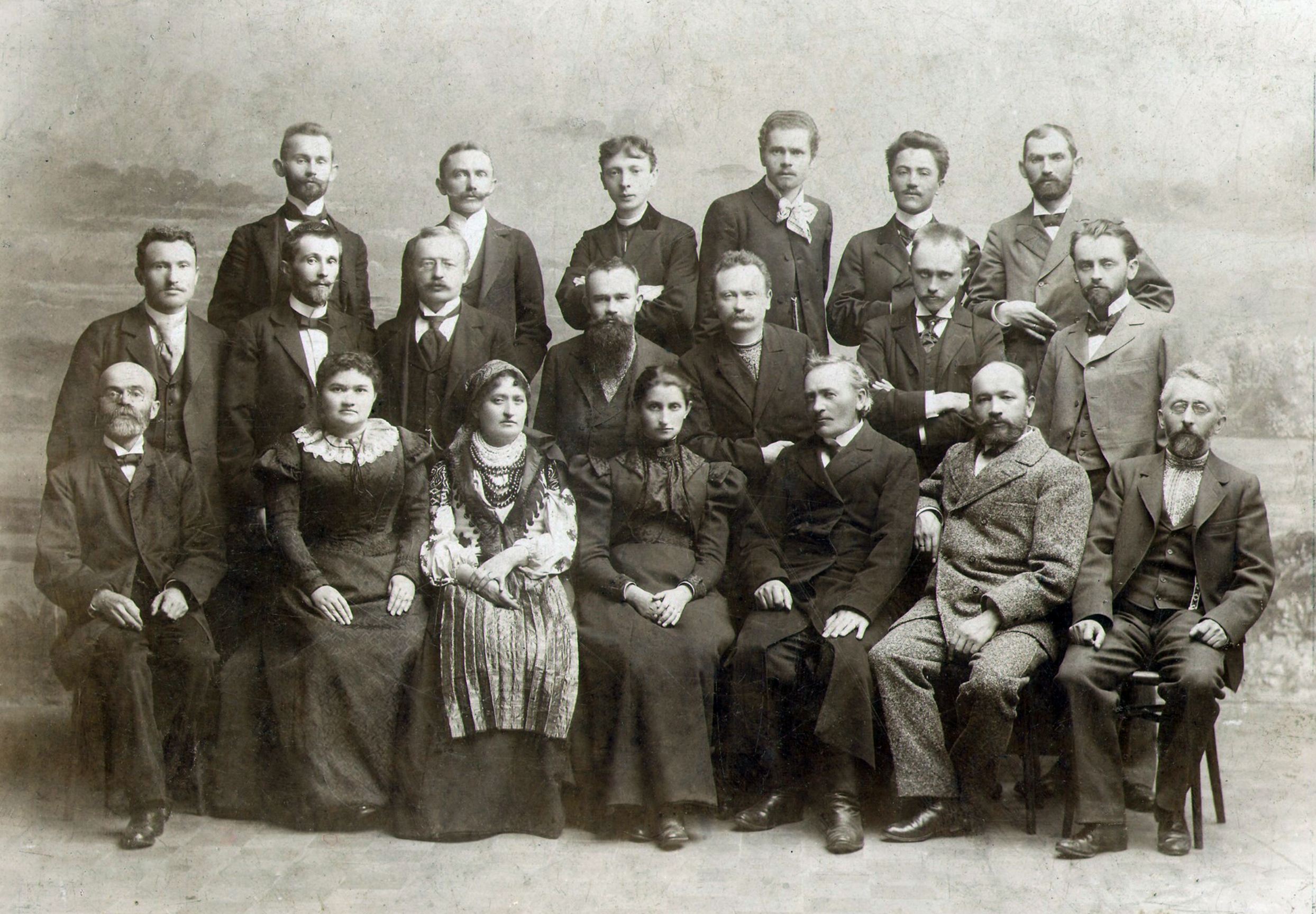
Der Vorstand und die Mitglieder der Wissenschaftlichen Gesellschaft Schewtschenko anlässlich des 100. Jahrestages der Veröffentlichung der Enejida von Iwan Kotljarewskyj, Lwiw, 31. Oktober 1898: In der ersten Reihe sitzend: Mychajlo Pawlyk, Jewhenija Jaroschynska, Natalija Kobrynska, Olha Kobyljanska, Sylvester Lepkyi, Andrij Tschajkowskyj, Kost Pankiwskyj. In der zweiten Reihe stehend: Iwan Kopatsch, Wolodymyr Hnatjuk, Ossyp Makowej, Mychajlo Hruschewskyj, Iwan Franko, Oleksandr Kolessa, Bohdan Lepkyj. In der dritten Reihe stehend: Iwan Petruschewytsch, Filaret Kolessa, Jossyp Kyschakewytsch, Iwan Trusch, Denys Lukianowytsch, Mykola Iwasjuk.

Von 1897 an lebte und arbeitete in Czernowitz, wo er 1899 eine Kunstschule für begabte Kinder aus armen Familien gründete.
1915 wurde er von russischen Truppen als angeblich „deutscher Spion“ verhaftet (seine Frau war Deutsche) und in Rostow am Don inhaftiert. Nach Entlassung zog er 1917 nach Kiew, 1919 nach Lemberg und von da aus kehrte er später nach Czernowitz zurück. 1919 schuf er auf Wunsch der Regierung der Ukrainischen Volksrepublik Skizzen für Briefmarken des neuen Staates.
Ende 1926 folgte er einer Einladung des Volkskommissars und Leiter der Volkskommissare der Ukrainischen SSR Wlas Tschubar dauerhaft in der Ukrainischen Sowjetrepublik zu leben und zog mit seiner Familie nach Kiew, wo er als Professor am Kiewer Kunstinstitut und von 1927 an bei der ukrainischen Foto- und Kinoadministration (ВУФКУ) arbeitete. Hier malte er Filmplakate und Bilder für die Zeitschrift „Cinema“.
Am 18. September 1937 wurde er vom NKWD in seiner Wohnung unter dem Vorwand ein aktives Mitglied der ukrainischen nationalistischen Terrororganisation und deutscher Geheimdienstler zu sein festgenommen und im Lukjaniwska-Gefängnis inhaftiert.
Am 14. November 1937 wurde er „zum Tod durch erschießen und der Konfiszierung seines persönlichen Eigentums“ verurteilt und 11 Tage später in Bykiwnja, nach anderen Quellen im Oktober-Palast erschossen. Man begrub ihn in Bykiwnja im heutigen Kiewer Stadtrajon Darnyzja.
1980 wurde er „mangels Beweisen“ posthum rehabilitiert.
Mykola Iwasjuk schuf zeitlebens mehr als 500 Gemälde, deren Schicksal zum großen Teil noch unbekannt ist. Wahrscheinlich sind einige von ihnen in privaten Sammlungen in Europa.

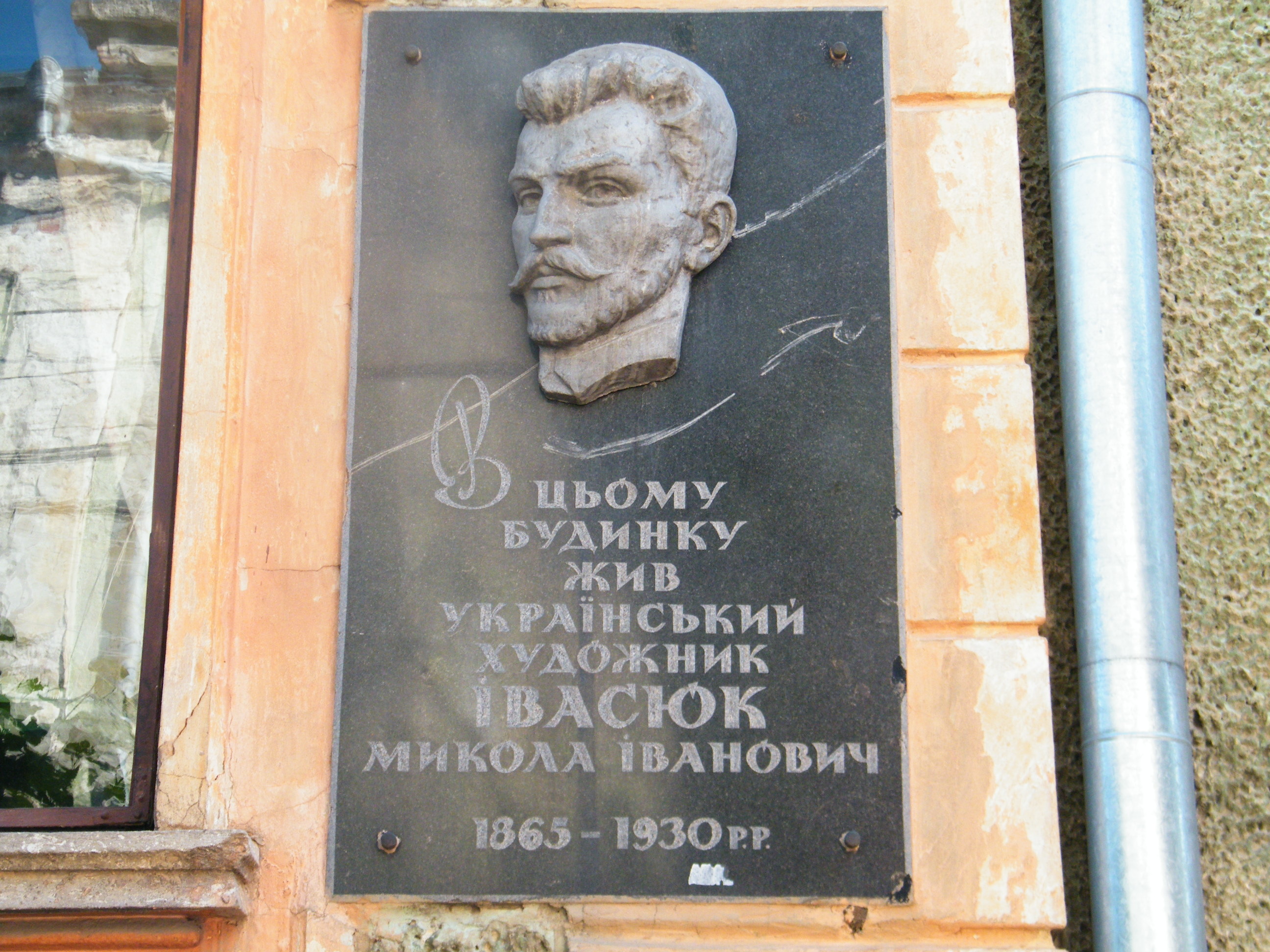
Gedenktafel an seinem Wohnhaus in Czernowitz
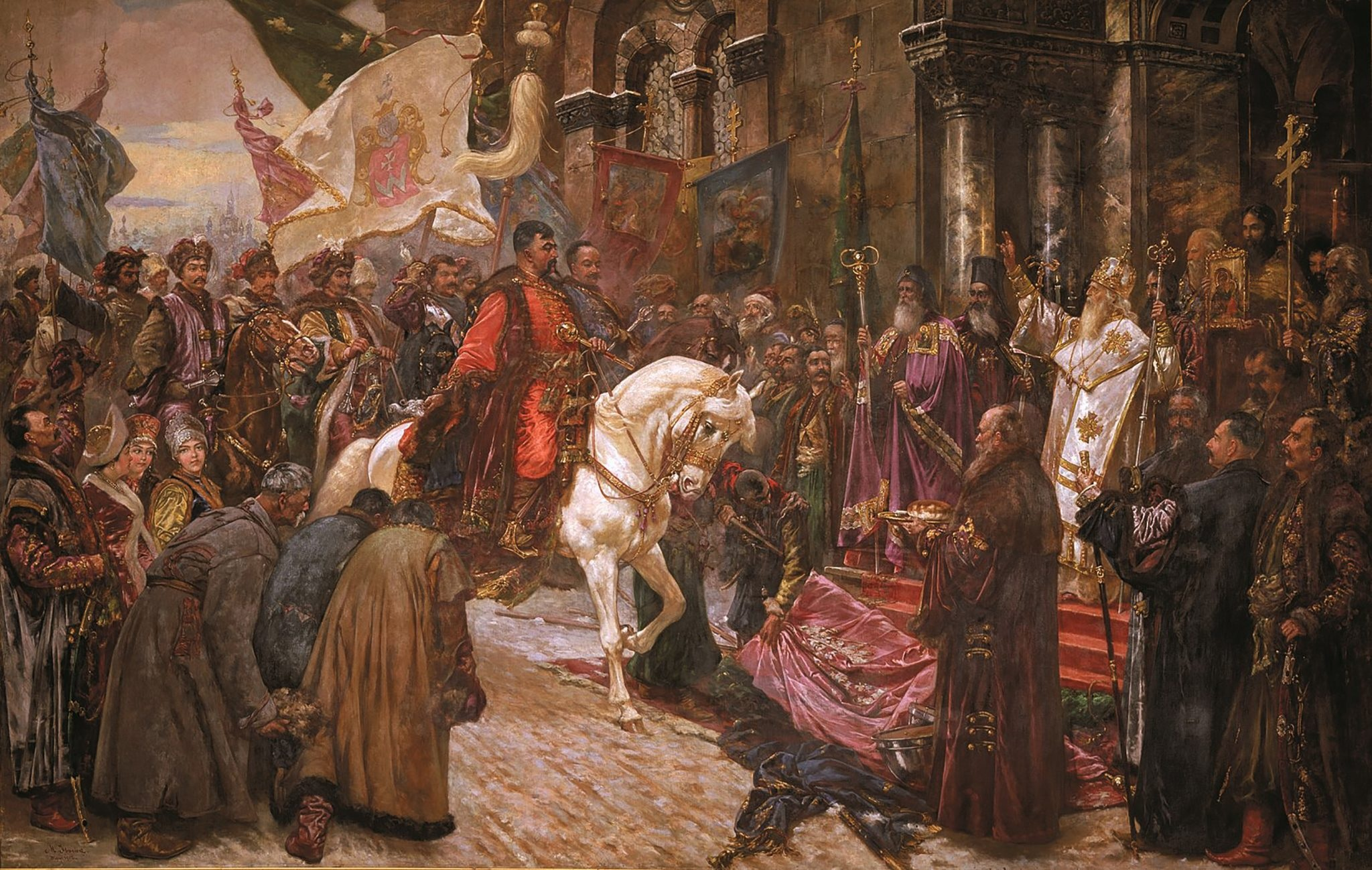
Einzug von Bohdan Chmelnyzkyj in Kiew, 1912 Nationales Kunstmuseum der Ukraine
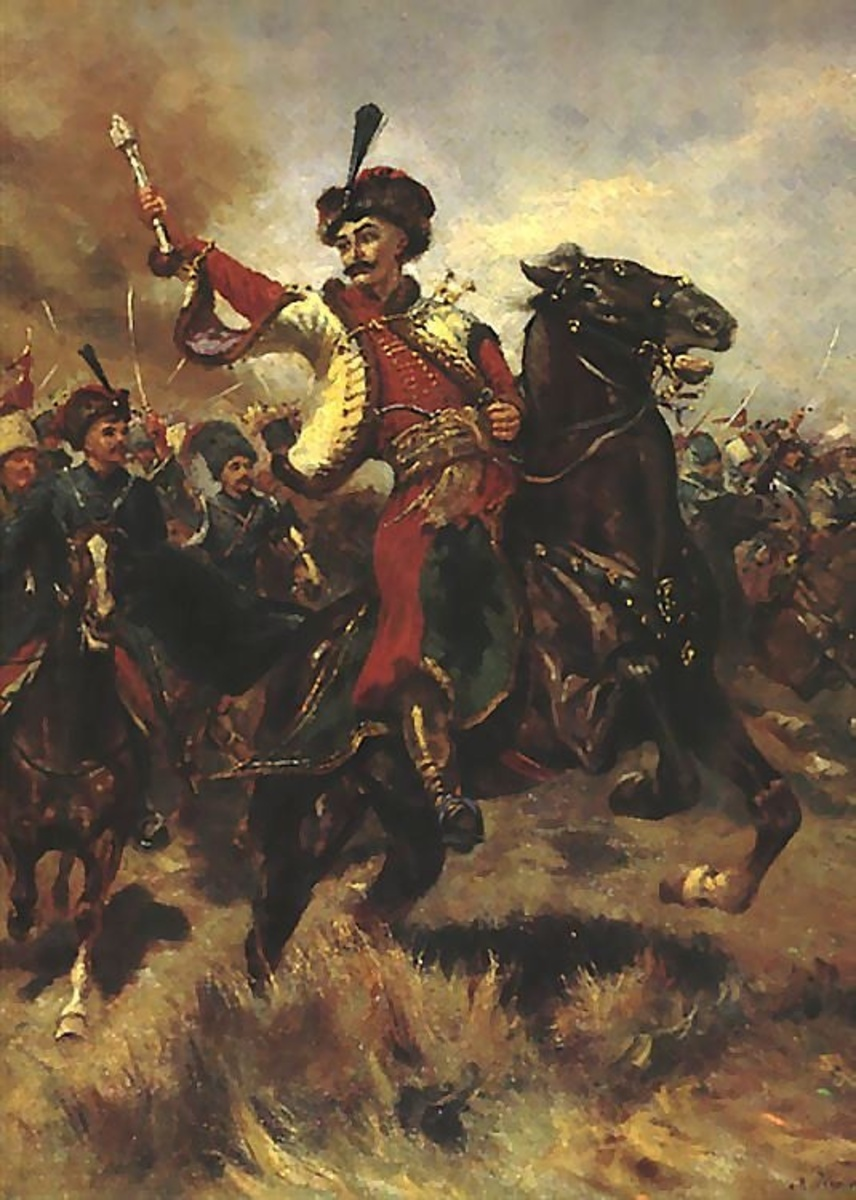
Bohun am Übergang
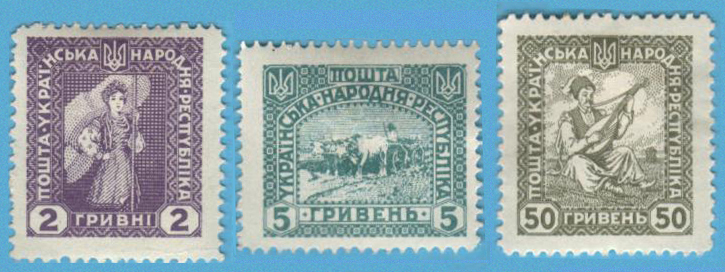
Briefmarken der Ukrainischen Volksrepublik der Wiener Serie von Iwasjuk, 1920